# 大野ケイスケ
大野 ケイスケ（おおの けいすけ、本名：大野 慶助（読み同じ）、1973年8月16日 - ）は、日本の放送作家、ライター。
劇作家・演出家の宮沢章夫（遊園地再生事業団）の演出助手、映画監督・放送作家の三木聡の演出助手（シティボーイズライブ）を経て、放送作家に。

## 略歴
千葉県印旛郡酒々井町出身。市川学園中学高等学校卒業。

## 担当番組

### テレビ・配信など映像関連
- 少年サトル
- ハッピーバースデー
- Flyer TV
- 快進撃TVうたえモン
- プロ野球ニュース
- 笑う犬の冒険
- 笑う犬の太陽
- 稲垣芸術館
- FACTORY
- チノパン
- アヤパン
- マッハV6
- エブナイ（月・火）
- マスクマン
- ゐ短調
- エブナイサタデー
- お笑いV6病棟!
- 爆笑ヒットパレード
- LOVE LOVE 2000
- 秘密倶楽部o-daiba.com
- ココリコミラクルタイプ
- さんま・中居の今夜も眠れない
- 24時間テレビ 「愛は地球を救う」
- 27時間テレビ
- チーター
- F1グランプリ
- F1モデル
- モタスポ
- すぽると!（土曜 国分太一編集長付き）
- みんなのウマ倶楽部
- うまプロ!
- バズーカ
- weekend Hips
- 堂本兄弟
- クイズ!ヘキサゴン
- ミュージックフェア
- Love music
- 淳の休日
- ビューティフル・ソングス
- 綾小路 翔の六本木バナナボーイズ
- 森田一義アワー 笑っていいとも!
- ザンジバルナイト
- フジロックフェスティバル2013
- さだまさし時代劇スペシャル
- AKB48選抜総選挙（YouTube中継）
- AKB映像センター
- 洋楽主義（矢沢永吉特集）
- ポール・マッカートニー来日特番
- THE ROLLING STONES ROCKガリ勉塾
- 僕らの音楽 Our Music（ぼくらのビートルズ）
- ワンダフルライフ
- うれしたのし大好き2015
- 深夜喫茶スジガネーゼ
- FNS歌謡祭
- FNSうたの春まつり
- うたの夏まつり
- ど夜中フェス
- スナック喫茶エデン
- 第52回日本レコード大賞
- ブレインアスリート
- 超いきものバかりTV
- リリー・フランキー研究所
- 真夜中
- 白昼夢
- bpm
- FUJIYAMA mid-night-fishing
- ヴェルファイアレジェンド
- 日本音楽史
- ヒミツの昭和歌謡
- 野性爆弾くっきー！のロックン・ロール★サーカス
- オレたちカーリングシトーンズ

### ラジオ
- 広末涼子のがんばらナイト
- Gacktのオールナイトニッポン
- EXILE MAKIDAIの OH! MY RADIO！
- クレイジーケンバンド横山剣のオールナイトニッポンＲ
- スケベ人間TAKEYAMA
- クレイジーケンのィ夜のラジオ
- いとうせいこうGREEN FESTA
- リリー・フランキーのオールナイトニッポンゴールド
- リリー・フランキー「スナック ラジオ」
- SCANDAL Catch up
- ShinTsuyo POWER SPLASH

### ライブ
- SCANDAL TOUR HONEY
- BLUE ENCOUNT tour apartment of SICK(S)
- MAN WITH A MISSION ROAD TO甲子園
- 東京スカパラダイスオーケストラ LINEライブ
- シシド・カフカ LINEライブ
- 氣志團万博（2012年 - ）
- PUFFY 愛の説教小屋

### その他
- 奥田民生の旅
- ひるキュン!
- 常盤響のニューエロス
- 奥田民生ひとりカンタビレ

## 著書
- マイ・クレイジーケンバンド（ISBN 4906700500）